# NGC 2779
NGC 2779 (również PGC 25958) – galaktyka spiralna z poprzeczką (SB0-a), znajdująca się w gwiazdozbiorze Rysia. Odkrył ją 13 marca 1850 roku George Stoney – asystent Williama Parsonsa. W jej pobliżu na niebie widoczna jest większa NGC 2778, prawdopodobnie galaktyki te są ze sobą fizycznie powiązane.